# تنوع گونه‌ای
تنوع گونه‌ای (به انگلیسی: Species diversity)، تعداد گونه‌های مختلفی است که در یک جامعه معین (یک مجموعه داده) نشان داده می‌شوند. تعداد مؤثر گونه‌ها به تعداد گونه‌ها به‌اندازه فراوان مورد نیاز برای به دست آوردن همان میانگین فراوانی گونه‌های متناسب با آنچه که در مجموعه داده‌های مورد علاقه دیده می‌شود (که ممکن است همه گونه‌ها به یک اندازه فراوان نباشند) اشاره دارد. معانی تنوع گونه‌ای ممکن است شامل غنای گونه‌ای، تنوع تبارزایی یا آرایه‌شناختی و یا یکنواختی گونه‌ای باشد. غنای گونه‌ای شمارش ساده گونه‌ها است. تنوع آرایه‌شناختی یا تبارزایی، رابطه ژنتیکی بین گروه‌های مختلف گونه‌ها است. یکنواختی گونه‌ها میزان برابری فراوانی گونه‌ها را اندازه‌گیری می‌کند.